# Die Deutschen und ihre Nachbarn
Die Deutschen und ihre Nachbarn ist eine auf zwölf Bände angelegte Buchreihe, die sich mit der Geschichte, Gesellschaft und Kultur von mittel- und unmittelbaren Nachbarländern Deutschlands auseinandersetzt. Den beiden Herausgebern, Helmut Schmidt und Richard von Weizsäcker, zufolge soll die Reihe dazu beitragen, das Verständnis für die europäischen Nachbarn zu vertiefen.

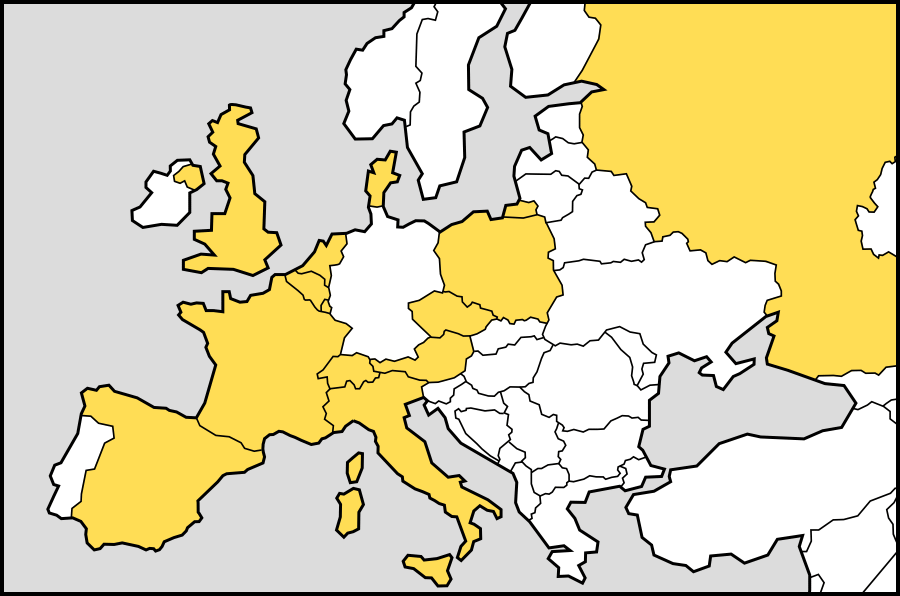
Die dreizehn, in der Buchreihe »Die Deutschen und ihre Nachbarn« beschriebenen Länder (hervorgehoben in Gelb).

Die beteiligten Autoren, meist Journalisten und/oder Historiker, legten zu den jeweiligen Ländern kurze, etwa 170- bis 270-seitige Monografien vor. Während sich acht Bände mit den direkten Nachbarländern Deutschlands befassen, widmen sich vier Titel den indirekten Nachbarn Großbritannien, Italien, Russland und Spanien. Der Belgien-Luxemburg-Band von Michael Erbe ist der einzige Titel der Reihe, der sich zwei Nachbarstaaten widmet. In der Reihenfolge ihrer Erstveröffentlichung erschienen Ende 2008 bis Ende 2009 folgende Titel im Verlag C. H. Beck:
| - Gerd Ruge – Russland - Thomas Urban – Polen - Iso Camartin – Schweiz - Geert Mak – Niederlande - Johannes Willms – Frankreich - Michael Erbe – Belgien Luxemburg |  | - Bernd Henningsen – Dänemark - Hans Dieter Zimmermann – Tschechien - Friederike Hausmann – Italien - Thomas Kielinger – Großbritannien - Brigitte Hamann – Österreich - Walter Haubrich – Spanien |